# 린지 엘링슨
린지 엘링슨(영어: Lindsay Ellingson, 1984년 11월 19일 ~ )은 미국의 모델이다.

## 약력
2005년 봄-여름 기성복 패션쇼 무대를 통해 데뷔하였다. 이후 블루마린, 빅토리아 시크릿, 라코스테, 마크 제이콥스, 샤넬, 잭 포즌, 크리스찬 디올, 조르지오 아르마니, 존 갈리아노, 오스카 드 라 렌타, 다이앤 폰 퍼스텐버그 등의 수많은 무대에 모델로 섰다. 또한 모스키노, DKNY, MAC, 돌체 앤 가바나, 찰스 데이비드, H&M, 타미힐피거에서 주최한 캠페인에 동참하였다. 보그, 마리끌레르, 엘르, D 매거진, GQ, 로피시엘 등의 국제 패션 잡지에 모델로서 그녀의 사진이 실렸다.
빅토리아 시크릿 패션쇼에 5년간 연속해서 워킹모델로 출연하였다. 그녀와 엠마누엘라 데 파울라는 알레산드라 암브로지우, 머리사 밀러와 함께 빅토리아 시크릿의 "바디 바이 빅토리아"의 대변인으로 뽑혔다. 그녀는 또한 2010년 빅토리아 시크릿 "SWIM" 카탈로그에 모델로 서기도 하였다. 현재 빅토리아 시크릿의 수퍼모델 12인 가운데 하나로 이름이 올라와 있으며, 2009년 패션쇼의 주연 모델 가운데 한 사람으로 서기도 하였다. 2011년 빅토리아 시크릿의 앤젤스 가운데 한 사람이 되었으며, 향수제품인 "VS Attractions" 시리즈와 브래지어 상품인 "고저스"를 대표하는 얼굴이 되기도 하였다.
2011년 클라란스의 얼굴로 선정되었으며, 자크 올리바르의 포레버영 포토북에 출연하였다.